# 周夢蝶
周夢蝶（1921年2月6日—2014年5月1日），本名周起述 ，又有筆名周拯，是一位生於河南、長居臺灣的詩人及文學家。

## 簡歷
原籍河南省淅川縣，1948年渡海來臺，定居於新北市。其筆名周夢蝶起自莊周夢蝶，表示對自由浪漫的嚮往 。
1952年開始發表詩作，後加入「藍星詩社」。1959年起在臺北市武昌街明星咖啡廳門口擺書攤，專賣詩集和文哲圖書，並發表生平第一本詩集《孤獨國》。最拿手的是瘦金體小楷，經典之作為「行到水窮處」。1962年開始禮佛習禪，終日默坐繁華街頭，成為六〇、七〇年代臺北街頭重要的藝文「風景」之一。1980年因胃病開刀，結束二十年書攤生涯，退休在家，研習禪、佛法。作品深受佛經影響，又因國學底蘊豐厚，詩中喜愛用典，以自我靈魂為起點，引禪意入詩，感悟現實的真諦。詩作量少卻精緻，真情消融於詩情，續寫了中國傳統文學的新頁。詩作之外，並曾於 《聯合報》副刊撰寫專欄「風耳樓尺牘」。個性內向寡言，生活清實簡樸。
2014年5月1日病逝於新店慈濟醫院，享壽93歲。

## 生平
周夢蝶童年失怙，沉默、內向。熟讀古典詩詞及四書五經，因戰亂，中途輟學。1944年就讀河南開封師範學校，因戰亂輟學。1947年於宛西鄉村師範復學。同年告別老母與妻兒，加入青年軍，不料隔年隨軍隊來臺。遺有家鄉髮妻和二子一女。
1952年開始在《中央日報》、《青年戰士報副刊》發表詩集。1954年（一說1952年）加入「藍星詩社」。1955年以中士資格，自軍中退伍。
1959年起在臺北市武昌街明星咖啡館門口擺書攤，專賣詩集和文哲圖書，出版生平第一本詩集《孤獨國》。其後禮佛習禪，終日默坐繁華街頭，成為臺北「風景」，文壇「傳奇」。
第二本詩集《還魂草》於1965年文星書店出版。1980年美國Orientations雜誌記者亞曼稠特（Fred S.Armentrout）來臺專訪，以古希臘時期代神發布神諭的Oracle為喻，撰文者稱許為「廈門街上的先知」（Oracle on Amoy Street）。同年因胃潰瘍開刀，以致書攤歇業。
1997年獲第一屆國家文化藝術基金會「桂冠文學類」獎章。同年進駐國立中山大學，擔任駐校作家。九月劉永毅所撰傳記發表，書名《藝術大師周夢蝶──詩壇苦行僧》。
1999年與余光中、楊牧、鄭愁予、洛夫、瘂弦、商禽同獲第四屆詩歌藝術獎。同年《孤獨國》獲《聯合報》票選「臺灣文學經典」。其後陸續出版《周夢蝶世紀詩選》，《約會》，《我是怎樣學起佛來》，《十三朵白菊花》。2011年文學大師系列電影發行，導演陳傳興拍攝的周夢蝶紀錄片。
2014年疑因膽管結石，住進新北市新店區慈濟醫院開刀，術後傷口癒合狀況不佳，在加護病房觀察治療，同年5月1日下午約3時左右，因多重器官衰竭病逝，享壽93歲。身後納骨於新北市樹林區的淨律寺樂山公墓靈壽塔。

## 特色
作品從自我靈魂為起點，引禪意入詩，感悟現實的真諦。
時人稱周夢蝶是一個城市的隱逸者，詩壇的苦行僧，其詩具備中國詩的抒情傳統，含蓄而蘊藉、婉轉而纏綿，詩作內容上常引禪境為詩境，表現出既朦朧不可盡解，而又圓融可以感悟的境界，其傳統空靈和脫逸的特色，多暗合西方超現實主義的藝術特質，受到詩壇的普遍重視。詩人自謂：「一個讀者面對文學作品時，第一要去體會他整體的意思，更重要的是要體會作品文字背面的意思。」。

## 作品
周氏诗作颇富禅味、佛味、儒味，更惜墨如金，诗集著作仅得《孤独国》、《还魂草》、《周梦蝶世纪诗选》、《约会》、《十三朵白菊花》等。
2010年初，为祝贺诗人九十周年华诞，印刻文学生活杂志出版有限公司出版发行《周梦蝶诗文集》，凡套装三册。其中诗集代表作二卷，散文集一卷，附赠一别册。
卷一包括孤独国／还魂草／风耳楼逸稿。
卷二《有一种鸟或人》。
卷三《风耳楼坠简》收录周梦蝶与友人、读者往来之书信，及日记、手札、随笔杂文等。
别册《周梦蝶先生年表暨作品，研究资料索引》。
2011年由目宿媒體拍攝「他們在島嶼寫作」系列紀錄片，周夢蝶部分題名為《化城再來人》(英文：The Coming Of Tulku)，由知名音樂製作人梁啟慧操刀聽覺設計，片中包括周夢蝶之外，亦有曹介直、余光中、瘂弦、向明等人。
2020年，周公畢生知交，高雄師範大學曾進豐教授耗費六年時光，搜佚校勘，終於編纂完成《夢蝶全集》，而於2021其百年冥誕之時付印出版，堪稱華人文學界一大盛事。全書收羅完整，增補佚詩近70首，佚文多篇，依年代編排，是瞭解詩人周夢蝶創作風格變化軌跡的最重要全集作品。

## 成就
- 中國文藝協會新詩特別獎 (1967)
- 笠詩社第一屆詩獎「詩創作獎」(1969)
- 中央日報文學成就獎 (1990)
- 國家文化藝術基金-國家文藝獎-文學類獎章 (1997，第一屆)
- 中國詩歌藝術學會詩歌藝術貢獻獎 (1999，第四屆)
- 詩集《孤獨國》入選「臺灣文學經典」(1999)

## 相關作品
- 《化城再來人 - 周夢蝶》陳傳興 [25]

- 《蒼茫》馬玉江[26]
- 《花》是花不是樹

## 相关连接
- 事求妥貼心常苦——周夢蝶答客問，王偉明，《詩網絡》第01期二〇〇二年二月[]